# Terra da Princesa Elizabeth
|  |

Território Antártico Australiano, reivindicado pela Austrália, onde está a Terra da Princesa Elizabeth.

Terra da Princesa Elizabeth ou Terra da Princesa Isabel (em inglês:  Princess Elizabeth Land) é a designação dada pela Austrália ao setor do Território Antártico Australiano que reivindica na Antártida Oriental compreendido entre o meridiano 73° Este, no limite com a Terra de Mac. Robertson na plataforma de gelo Amery, e o cabo Penck (66° 43′ S, 87° 43′ L), no limite com a Terra de Guilherme II. 
De acordo com a nomenclatura australiana, a costa da Terra da Princesa Isabel compreende:
- A costa de Ingrid Christensen dos 73° Este até aos  81° Este.
- A costa do Rei Leopoldo e Rainha Astrid, dos 81° E até ao cabo Penck a 87° 43' Este.

De acordo com a nomenclatura internacionalmente mais reconhecida, o nome Terra da Princesa Isabel não é utilizado. A costa de Ingrid Christensen é ampliada para oeste até ao cabo Jennings (70° 10′ S, 72° 33′ L) e para leste até ao extremo ocidental da plataforma de gelo Oeste a 81° 24' Este. A costa do Rei Leopoldo e Rainha Astrid é denominada costa de Leopoldo e Astrid e é a continuação da anterior.
O mar que banha a Terra da Princesa Isabel a oeste da plataforma de gelo Oeste costuma ser denominado mar da Cooperação, e o que fica a leste é designado mar de Davis. Embora a área seja reclamada pela Austrália, está sujeita às restrições estabelecidas pelo Tratado Antártico.
Nesta região estabeleceram-se as seguintes bases (ativas e desativadas), de oeste para leste:
| Base                 | País      | Local                            | Costa                 |
| -------------------- | --------- | -------------------------------- | --------------------- |
| Druznaya 4 (fechada) | Rússia    | 69° 44′ S, 72° 42′ L             | de Ingrid Christensen |
| Zhongshan            | China     | 69° 22′ S, 76° 22′ L             | de Ingrid Christensen |
| Taishan              | China     | 73° 51′ S, 76° 58′ L             | de Ingrid Christensen |
| Law-Racovita         | Roménia   | 69° 23′ S, 76° 22′ L             | de Ingrid Christensen |
| Progress             | Rússia    | 69° 23′ S, 76° 23′ L             | de Ingrid Christensen |
| Davis                | Austrália | 68° 34′ 35,8″ S, 77° 58′ 02,6″ L | de Ingrid Christensen |
| Platcha              | Austrália | 68° 30′ 41,8″ S, 78° 30′ 43,6″ L | de Ingrid Christensen |

## História
A Terra da Princesa Isabel foi descoberta em 9 de fevereiro de 1931 pela Expedição de investigação antártica britânica, australiana e neozelandesa (BANZARE) (1929-1931) sob comando de Douglas Mawson. O seu nome foi dado por Mawson em homenagem à princesa Isabel (depois rainha Isabel II do Reino Unido). 